# Central (ligne mauve du métro de Chicago)
Pour les articles homonymes, voir Central.
Ne doit pas être confondu avec Central (ligne verte du métro de Chicago).
Central est une station aérienne de la ligne mauve du métro de Chicago. Elle est située sur la Evanston Branch à proximité du Evanston Hospital, du stade des Wildcats de l’Université Northwestern et offre une correspondance à la station Central Street Station où s’arrête la ligne Union Pacific/North du Metra.  

## Description
Construite par l'architecte Arthur U. Gerber et de style Beaux-arts, elle fut inaugurée en 1908 par la Chicago, Milwaukee & St. Paul Railroad avant que ses voies ne soient surélevées en 1931 tout en conservant la station d’origine.
La station a été construite à proximité de plusieurs sites emblématiques tels que l'hôpital d'Evanston, les bureaux du NorthShore University HealthSystem, une caserne de pompiers d'Evanston, le parcours de golf de Canal Shores et le centre de loisirs Chandler Newburger. Le stade Ryan Field, domicile de l'équipe de football américain des Wildcats de l'université Northwestern, et la Welsh Ryan Arena, domicile de l'équipe de basketball de Northwestern, se trouvent à quelques pâtés de maisons à l'ouest de la station.
Juste à l'ouest du stade Ryan Field, du côté nord de la rue, se trouve le célèbre stand de hot-dogs Mustard's Last Stand. Quelques pâtés de maisons plus à l'ouest se trouve la station Central Street sur la ligne Union Pacific North du réseau Metra. Moins d'un mile (environ 1,6 kilomètre) sépare les deux stations.
Elle fut rénovée en 2004 mais reste aujourd’hui fort semblable à la station d’origine.
La station a été fréquentée par 282 515 passagers en 2008.

## Correspondances
Correspondances avec les bus de la Chicago Transit Authority :
- #201 Central/Ridge

## Dessertes
| Nord/Ouest            |  |                                    |  | Sud/Est                          |
| --------------------- |  | ---------------------------------- |  | -------------------------------- |
| Linden (terminus)     |  | ligne mauve (heures creuses)       |  | Noyes vers Howard                |
| Linden (terminus)     |  | ligne mauve (heures de pointe) (d) |  | Noyes vers Linden via Clark/Lake |
| modifier sur Wikidata |  |                                    |  |                                  |